# Filipínský box
Filipínský box, též známý jako mano-mano, panantukan či suntukan, je součást filipínských bojových umění, spočívající v neozbrojeném boji údery rukou (pěsti, malíkové hrany, otevřené dlaně či prstů), loktů, hlavy a ramen. Je používán v kombinaci se sikaranem – technikami zahrnujícími kopy a údery kolen. Na rozdíl od boxu nejde o sport, ale pouliční boj. Základním principem je zahrnutí protivníka velkým množstvím velmi rychlých úderů, s cílem znemožnit mu obranu a vyřadit jej z boje.
Filipínský box vychází ze stejných principů, jako filipínský boj se sečnými zbraněmi či tyčí a může být s těmito technikami (či proti nim) používán současně. Protože protivník může být ozbrojen, filipínský box omezuje kontakt s protivníkem a dává přednost úhybům před bloky a grapplingem.